# انتماء ديني متعدد

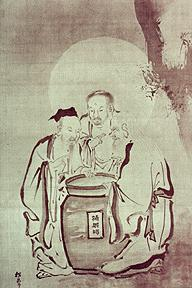

الانتماء الديني المتعدد يُشير إلى فكرة أن الأفراد يمكن أن ينتموا إلى أكثر من تقليد ديني واحد. بينما يُنظر إلى هذا في كثير من الأحيان على أنه حقيقة شائعة في مناطق مثل آسيا بأديانها الكثيرة، بدأ علماء الأديان بمناقشة الانتماء الديني المتعدد للتقاليد الدينية مثل اليهودية والمسيحية والإسلام.

## السياق
يرى أولئك الذين يتمسكون بفهم حصري للدين، في بعض الأديان مثل اليهودية والمسيحية والإسلام، أن الانتماء الديني المتعدد يمثل مشكلة. هذا على النقيض من بلدان مثل الصين واليابان وكوريا وفيتنام والهند ونيبال وسريلانكا، التي لها تاريخ طويل من التأثر بأديان مختلفة. علاوة على ذلك، يميل الناس في فترة ما بعد الحداثة إلى التشكيك بهويتهم، بسبب الخيارات غير المحدودة للأديان، ما يؤدي إلى صعوبة تحديد هويتهم.
أظهر فان براغ أن 79% من اليابانيين يُشيرون إلى أنفسهم بأنهم شنتويون و75% يُشيرون إلى أنفسهم بأنهم بوذيين. لعل السبب وراء ارتفاع النسبة المئوية للغاية لكلتا الديانتين هو أن العديد من اليابانيين يعتبرون أنفسهم شنتويين وبوذيين على حد سواء، ولا يعتبرون الانتماء إلى أكثر من دين واحد مشكلة. (هذا إذا كانت هذه الإحصائية صحيحة). يُطلق على هذه الظاهرة، وفقًا لفان براغ، تقسيم العمل. جادل فان براغ أن سبب هذه الظاهرة هو الاختلاف عن المفهوم الغربي للدين، تُحدد الشنتوية والبوذية في اليابان عن طريق الطقوس والممارسات، وليس عن طريق سلطتها الأخلاقية والاجتماعية. لهذا، يمكن لليابانيين أن ينتموا إلى عدة ديانات لا تتعارض مع بعضها البعض من حيث القضايا الاجتماعية والأخلاقية.
شكك علماء مثل كاثرين كورنيل وبيتر سي فان وفرانسيس كزافييه كلوني ويان فان براغ وأويوسيس بيريس وديفاكا بريماواردهانا في إمكانية تحديد المرء لنفسه في أديان متعددة. بالنسبة لهؤلاء العلماء، فإن الانتماء الديني ليس إحساس الفرد الشخصي بدين معين، بل حسب تعبير كورنيل الاعتراف بالهوية الدينية للشخص من خلال التقاليد ذاتها والتغير للخضوع لشروط العضوية على النحو الذي يحدده ذلك التقليد. بالنسبة لكورنيل، فإن الغرض النهائي من النقاش العلمي حول الانتماء الديني المتعدد هو تحويل دين المرء من خلال فهم الديانات الأخرى.

## أنواع المقاربات
بناءً على دراسة فان براغ، حاول الباحثون التحقيق في احتمال أن ينتسب أتباع دين مثل المسيحية إلى ديانات متعددة. يمكن تقسيم مقاربة الانتماء الديني المسيحي المتعدد، وفقًا لديفاكا بريماواردهانا، إلى اتجاهين: مقاربة بيتر فان القائمة على أساس كرستولوجي، والذي يؤكد فيها على المقام العالي غير المتماثل للمسيح، ونهج فرانسيس كلوني المتجذر في أساس منهجي والذي يحاول عبور الحدود إلى دين آخر مثلما يجب أن يكون للأديان كيانات منفصلة.

### المقاربة الكرستولوجية
أكدت مقاربة فان على عدم التماثل الذي تجسد به يسوع بكيان بشري، وشدة الله في التعامل مع الجنس البشري. في محاولة للتصدي للهوية والتقاليد الثقافية للفرد، وأوضح فان أن الانتماء الديني المتعدد ضروري من أجل ممارسي الانتماءات المتعددة للتعامل مع الأديان الأخرى كمؤهل لهويتهم. هذه المقاربة، وفقًا لفان، لا تنكر هوية الشخص المسيحية، والتي تعمل كأساس موضوعي بالنسبة للدين غير المسيحي. أشار فان إلى أن الانتماء الديني المتعدد ليس مسألة جديدة في القرن الحادي والعشرين، بل هو شكل الحياة المشترك للمسيحيين في القرن الأول المسجل في كتاب أعمال الرسل. من وجهة نظر فان، كان اختفاء هذا الاتجاه خسارة مأساوية لكل من اليهودية والمسيحية، لأنه أدى إلى تاريخ لاحق من الكراهية المريرة، وخاصة من جانب المسيحية.

### المقاربة المنهجية
بصفته عالم لاهوت مقارن، يكتب كلوني عن التنوع في العالم في أيامنا هذه، خاصةً فيما يتعلق بازدهار الأديان المختلفة. بالنسبة لكلوني، يُعد التفكير في دين الفرد في هذا العالم التعددي أمرًا ضروريًا، حتى نتمكن من رؤية الآخرين في ضوء ذاتنا، وديننا في ضوء الآخر. مع التركيز على دراسة النصوص الكتابية واللاهوتية، يقارن كلوني بينها وبين التقاليد المسيحية والأديان غير المسيحية، إلى عبور الحدود مع التقاليد الأخرى، بحيث يعيد المرء التفكير في لاهوته الخاص، والذي من شأنه تشكيل هويته. بعد أكثر من 40 عامًا من دراسة الهندوسية، خلص كلوني إلى رؤية أن الفروع المميزة في اللاهوت والهندوسية تثري بعضها البعض. من خلال تطبيق هذه المقاربة، وفقًا لكلوني، يمكن للمرء أن يبدأ ضمن تقليده الذاتي، ويدخل تقليدًا مختلفًا ويعود إلى تقاليده، التي تُثرى وتعاد صياغتها بعد عبور الحدود.

## التحديات والخلاف
بينما يحاول الباحثون الذين يدرسون الانتماء الديني المتعدد تقدير تقاليد الأديان الأخرى إلى جانب تقاليدهم، يميل الجزء المحافظ من المسيحية إلى التشكيك في النظرة الشمولية للانتماء الديني المتعدد لأنه يعني ضمناً أنه يمكن العثور على الخلاص من مكان آخر غير يسوع المسيح. في مقال نشر في عام 2010، تساءل فيلي ماتي كاركينين، عالم اللاهوت المنهجي، عن مقاربة تمييز أولئك الذين لديهم تقاليد مختلفة عن المسيحيين لأن الله هو الذي يقدم الخلاص؛ والمسيحيون يشهدون فقط. من غير المتواضع أن يقول المسيحيون أن الخلاص يخص الله، والله فقط، من وجهة نظر كركاينين. من ناحية أخرى، يرى العلماء الذين يدرسون الانتماء الديني المتعدد مثل جون ب. كوب أن هذه فرصة وليست تهديدًا: «لا أرى أن الانتماء الديني المتعدد هو السبيل الأساسي إلى المستقبل. الطريقة الأساسية هي تحول تقاليد دينية معينة، على الأقل في الحالة المسيحية، من خلال التلاقي مع الجديد في التقاليد أخرى. بالنسبة لكوب، يساعد الانخراط في حوار الأديان على تخفيف التوتر بين المسيحية واليهودية وتجنب سوء الفهم تجاه الإسلام.
في مقال نشر عام 2017، أشار عالم الاجتماع ستيف بروس إلى أن معظم الكتابات المنشورة التي تدرس فيها الانتماء الديني المتعدد هي مفاهيمية بحتة وتقدم حكايات فقط لتوضيح المناقشات النظرية أو التصنيفية. جادل بروس بأن المحاولات القليلة لجمع البيانات التجريبية حول هذه الظاهرة خلطت بين مجموعة متنوعة من المواقف المختلفة التي لا ينبغي أن تعطى تسمية الانتماء الديني المتعدد، مثل: إعادة التفسير الشامل للأديان المتعددة، الارتباط الديني المتعدد من خلال العلاقات الأسرية، أو الاهتمام أو التعاطف الديني، والاحترام الديني الإضافي لجانب معين من الدين، والاحترام العلماني المتساوي لجميع الأديان. جادل بروس بأن مصطلح الانتماء الديني المتعدد ينبغي أن يقتصر بشكل صارم على أن يكون الشخص عضوًا ملتزماً في أكثر من دين واحد (الدين هنا يعني تجريدات عالية المستوى مثل المسيحية والإسلام والهندوسية والسيخية والبوذية وغيرها)، ونظرًا لأن معظم الأديان لديها متطلبات وتوقعات صارمة للأعضاء الملتزمين، ينبغي لعلماء الاجتماع توقع أن تكون الانتماءات الدينية المتعددة، المحددة بهذه الطريقة، نادرةً بشكل ملحوظ.